# Мугреево-Никольское
Мугре́ево-Нико́льское — село в Южском районе Ивановской области России. Административный центр Мугреево-Никольского сельского поселения. В советские годы — центр Мугреевского сельсовета. До упразднения уездно-губернского деления — волостной центр Мугреевской волости.

## Топоним
Прежнее название — Мугреево. Нынешнее название параллельно ойкониму Мугреево-Дмитриевское; оба села имеют дополнительное именованию по церкви.

## География
Село находится в северо-восточной части Южского района, на правом берегу реки Лух, в 13,2 км к северо-востоку от Южи (15 км по автодорогам).
Улицы Молодёжная, Центральная, Западная, Заречная, Бобриха, Старый посёлок.

## История
Согласно найденной грамоте, между 1437 и 1445 годами вотчина Мугреево в составе Стародубского княжества в результате обмена была передана от князей Ряполовских князьям Пожарским.
После поражения в Первом народном ополчении раненый князь Дмитрий Пожарский был доставлен в Мугреево (Мугреево-Никольское) для лечения ран. Для собрания Второго народного ополчения в Мугреево приходили гонцы от Козьмы Минина из Нижнего Новгорода.
К 1913 году Мугреево-Никольское было одним из 15 волостных центров Вязниковского уезда.

## Население
| 1859 | 1905 |
| ---- | ---- |
| 231  | 224  |

| 1859 | 1905 | 2010 |
| ---- | ---- | ---- |
| 231  | ↘224 | ↗329 |

## Инфраструктура
Проведена телефонная линия, водопровод. Имеются почтовое отделение, фельдшерско-акушерский пункт, сельский дом культуры, муниципальная казённая средняя общеобразовательная школа с музеем Дмитрия Пожарского.

## Русская православная церковь
- Церковь Николая Чудотворца. Не действует. Построена в 1791 году.
- Церковь Уара Мученика. Построена в 2002—2004 годах, сгорела в 2007 году.
- Церковь Артемия Веркольского. Действует. Построена не ранее 1845 года.

## Транспорт
Автобусное сообщение с райцентром. Остановки общественного транспорта «Мугреево-Никольское-1», «Мугреево-Никольское-2». 